# Sielsowiet Orzechowo
Sielsowiet Orzechowo (biał. Арэхаўскі сельсавет, ros. Ореховский сельсовет) – sielsowiet na Białorusi, w obwodzie brzeskim, w rejonie małoryckim, z siedzibą w Orzechowie.

## Demografia
Według spisu z 2009 sielsowiet Orzechowo zamieszkiwało 1067 osób, w tym 984 Białorusinów (92,22%), 67 Ukraińców (6,28%), 13 Rosjan (1,22%), 2 osoby innych narodowości i 1 osoba, która nie podała żadnej narodowości.

## Geografia
Sielsowiet położony jest na Polesiu Brzeskim, w południowej części rejonu małoryckiego. Graniczy z Ukrainą.

## Miejscowości
- agromiasteczko:
  - Orzechowo
- wsie:
  - Dobry
  - Droczewo
  - Perewiszcze
  - Pierawoje
  - Zielanica